# Najtentulus silvestris
Najtentulus silvestris är en urinsektsart som beskrevs av Andrzej Szeptycki och Wanda M. Weiner 1997. Najtentulus silvestris ingår i släktet Najtentulus och familjen lönntrevfotingar. Inga underarter finns listade i Catalogue of Life.